# Zone interdite

Zonen in Frankreich im Jahr 1941 – die Reservierte Zone ist als „Sperrzone“ eingezeichnet

Die Zonen aus französischer Sicht – die Reservierte Zone ist als Zone de peuplement allemand eingezeichnet

Als Zone interdite wird in Frankreich ein Teil der Besetzten Zone (Zone occupée), des im Zweiten Weltkrieg von den Deutschen besetzten Gebiets, bezeichnet.
Sie umfasst:
- das Elsass, 1940 an das Deutsche Reich angeschlossen und mit dem Gau Baden zum Gau Baden-Elsass vereint
- das Département Moselle in Lothringen, zunächst als CdZ-Gebiet Lothringen faktisch wie Reichsgebiet behandelt, im Dezember 1940 dem Gau Westmark zugeordnet
- die Verbotene Zone mit dem nordfranzösischen Kohle- und Industrierevier, von der deutschen Kommandobehörde in Brüssel verwaltet
- die als deutsches Siedlungsgebiet vorgesehene Reservierte Zone (Zone réservée)
- die Küstensperrzone (Zone côtière interdite), einen 20 bis 30 Kilometer breiten, sich die gesamte französische Atlantikküste entlangziehenden Küstenstreifen am Ärmelkanal und der Biskaya

Vor dem Einmarsch der deutschen Wehrmacht in Nordfrankreich im Mai 1940 waren mehrere Millionen Franzosen aus diesen Gebieten in Richtung Süden geflohen. Nach der französischen Kapitulation war ihnen die Rückkehr zunächst nicht erlaubt. Erst ab Mai 1941 wurden die Demarkationslinien zur Reservierten und der Verbotenen Zone allmählich durchlässiger, de jure blieb das Verbot aber noch bis zum 1. März 1943 bestehen.
Die Demarkationslinie zur für den Atlantikwall bedeutenden Küstenzone konnte erst nach der Befreiung durch die Alliierten wieder uneingeschränkt passiert werden.